# Велень (комуна, Олт)
Велень, Велені (рум. Văleni) — комуна у повіті Олт в Румунії. До складу комуни входять такі села (дані про населення за 2002 рік):
- Велень (2571 особа)
- Мандра (309 осіб)
- Попешть (253 особи)
- Тірішняг (255 осіб)

Комуна розташована на відстані 106 км на захід від Бухареста, 39 км на південний схід від Слатіни, 78 км на схід від Крайови.

## Населення
За даними перепису населення 2002 року у комуні проживали 3388 осіб.
Національний склад населення комуни:
| Національність | Кількість осіб | Відсоток |
| -------------- | -------------- | -------- |
| румуни         | 3352           | 98,9%    |
| цигани         | 34             | 1,0%     |
| угорці         | 1              | < 0,1%   |
| німці          | 1              | < 0,1%   |

Рідною мовою назвали:
| Мова      | Кількість осіб | Відсоток |
| --------- | -------------- | -------- |
| румунська | 3352           | 98,9%    |
| циганська | 34             | 1,0%     |
| угорська  | 1              | < 0,1%   |
| німецька  | 1              | < 0,1%   |

Склад населення комуни за віросповіданням:
| Релігія       | Кількість осіб | Відсоток |
| ------------- | -------------- | -------- |
| православні   | 3352           | 98,9%    |
| адвентисти    | 34             | 1,0%     |
| римо-католики | 1              | < 0,1%   |
| лютерани      | 1              | < 0,1%   |

## Зовнішні посилання
- Дані про комуну Велень на сайті Ghidul Primăriilor